# ソウ楽都市OSAKA
『奏（騒）楽都市OSAKA』（そうがくとし おおさか）は、川上稔の代表作『都市シリーズ』のひとつ。

## 概要
異世界の大阪を描いた小説、およびゲームソフトである。いわゆるメディアミックスとは異なり、ゲームか小説のどちらかが原作、というわけではない。小説とゲームは同じ世界観を共有してはいるが、基本的に全く別の作品である。

## 小説

### あらすじ
舞台は、主導権を握る学生たちが東西に分かれた1996年の日本。
大阪圏はかねてよりの計画、言詞加速器IXOLDEを完成させ、最強神器の開発を行おうとしていた。
だがその最強神器を狙い、東京圏の総長連合が大阪へと侵攻してくる。
そしてまた、時を同じくして一人の少年が大阪へやってきた。
少年の名は陽坂・勝意。大阪圏に伝わる秘伝の情報において、近付く事を許すな、とされる“己の詞を持たない少年”だった……。

### 用語

#### 地域
大阪圏（おおさかけん）
都市世界における日本の都市、大阪のこと。
西日本の中心であり、1983年（本編の13年前）に起きた近畿動乱以来、東日本と敵対している。IXOLDEの開発による最強神器の開発を長年の悲願としており、本編の戦いはそれによって起こったもの。
古都圏（ことけん）
都市世界における日本の都市、京都である京都圏と、同じく日本の都市、奈良である奈良圏が1970年に併合してできた都市のこと。
西日本の有力な都市の一つで、特に南大門神社は古都圏の総意に強く影響する勢力である。その南大門神社の主張もあって大阪圏のIXOLDE完成と最強神器開発に反対しており、今回の開発立ち会いも監視としての意味合いが強い。
名護屋圏（なごやけん）
都市世界における日本の都市、名古屋のこと。都市名は「戦国都市-名護屋」。
日本の東西を分ける位置にあり、常に実戦・情報戦が繰り広げられる激戦区として知られる。どちらかといえば大阪圏に協力的であり、今回の最強神器開発に唯一、他意なく立ち会った。
東京圏（とうきょうけん）
都市世界における日本の首都、東京のこと。都市名は「矛盾都市-東京」。
東日本の中心であり、近畿動乱以来、大阪とは敵対を続けている。ここが舞台となるのが矛盾都市TOKYO。
冬に咲く桜並木
略して「冬桜」とも。大阪圏のどこかにあるとされる並木道。
近畿動乱の引き金となった場所で、近畿動乱中に大阪圏・東京圏の総長がそれを見て「全ての不幸」と呼んだ。葵・聖が探している。

#### 組織
総長連合（そうちょうれんごう）
各都市に存在する、学生達の自治組織。
全員が各都市最寄りの御山で修行を積んだ学生であり、学力・戦闘力を問わず一般の学生を遥かに超えている。総長と副総長を中心とし、副総長補佐や特務隊長などを中心の役所として存在している。
大阪圏総長連合
IXOLDEによる最強神器開発を計画している。総長は難波・総一郎、副総長は平野、第一特務隊長は崎・誠次。
古都圏総長連合
IXOLDEや最強神器の完成に反対している。総長は古都圏守護役を兼任する結城・夕樹。
名護屋圏総長連合
比較的、大阪圏に協力的。生徒会とは折り合いが悪い。総長は山下・妙子、副総長は市村・雄生、第一特務隊長は霞・隆一。
東京圏総長連合
最強神器を狙い、大阪圏へと侵入してくる。総長は中村・久秀、副総長は葵・聖、第一特務隊長は池丸・孝弘。

南大門神社（なんだいもんじんじゃ）
古都圏にある大きな神社。これに付属する学校も存在している。
ここの筆頭である古都圏守護役は都市に根付く無量の心霊と対話する者であり、朱雀四十式を操る事もあって、古都圏において強い発言力を持つ。
御山
総長連合の幹部を育成する為の機関。
半年の修行を経て、適性の有る無しが判断される。あらゆる面で能力の優れた者が集まっており、落第者でも大卒以上の学力を持つ。

#### 出来事
近畿動乱（きんきどうらん）
1983年に起きた、東西の学生が敵対する切っ掛けとなった事件。大阪圏と東京圏の総長が犠牲になる事で終結した。
和解動乱（わかいどうらん）
本編での戦いの歴史上の呼び名。

#### 能力
技能（テック）
教育機関によって取得出来る、肉体や精神での専門技能のこと。
特定の一動作を能力のレベルまで昇華させたものであり、多くの分野に細分化・体系化されている。技能を発動させる事によって、ある程度の法則を無視して自身の行動・意思を制御出来る。
神器（リズム）
神器の遺伝詞が籠った歌詞の無い音楽。その発動には個人の詞と、その音楽を込めたMDが必要。
右神器、左神器、重神器の三種が存在しているが、右神器以外の種は非常に数が少ない。なので主に右神器、及びその能力を指す。その強さによって「神」「帝」などによって段階付けされ、それに能力の内容を示す漢字一文字と繋げる事で、神器の名前とする。
右神器
一般的な神器。
左神器
原始的な種であり、MDを必要としない。攻撃力が非常に強い。
重神器
右・左の神器とは全く異なる種。強大な能力を秘めているが、これを扱える者はとても少ない。

草薙（くさなぎ）
難破・総一郎が使用する左神器。日本神話に由来する強力な切断能力。
炎神（えんじん）
IXOLDEが開発する最強の神器。重神器としての名は「八又」、荒神と併せて「二極神器」と称される。
物体、術を問わずあらゆるものを貫通し、触れたものを絶対に燃やし尽くす炎である。
荒神（すさがみ）
重神器としての名は「十拳」。あらゆる神器の効果を打ち消す事が出来る、攻めではなく護りの重神器。

#### その他
詞（ことば）
各人の遺伝詞から導き出される、個性を表現する詩。神器を発動させる際に用いられる。
己の詞を持たない少年（ディスワーダー）
何らかの要因によって己の詞を失った者の総称。己の詞を持たないが故に他者の詞に影響され易く、しかしそれが故に低威力ながらあらゆる右神器を使用出来る。
殺活者（キリングホルダー）
総長以外で人間を殺した学生に与えられる字名。

### 登場キャラクター

#### 大阪圏とその協力者
陽坂・勝意（ひさか・しょうい）
本編の主人公。字名：己の詞を持たない少年。戦種：近接格闘師。舞闘：南大門無手派。
飄々としたいい加減な性格で、かなりエロい。しかし夕樹の事になると必死になる、意思の強さがある。元南大門食客を勤め、夕樹の恋人になる。しかし「勝意が夕樹を護る」という約束を守れず、強襲してきた山下・義兵を夕樹に殺させて以来、離反されている。その時の負傷が額に残っている為、額にバンダナを巻いている。15歳から2年間、御山で修行するも総長連合に入れなかったという異様な経歴がある。かつて西日本中学空手選手権で優勝し、予備動作無しで5m以上の跳躍技能が出来る実力者。
山下・義兵死亡の際に負傷で気絶しており、夕樹の殺人に関しての記憶が無い。そこに隠された事実があるらしい。
結城・夕樹（ゆうき・ゆうき）
肩書：古都圏総長・古都圏守護役。字名：殺括者。戦種：遠隔神術師。神器：水神・凍神・霊帝。舞闘：南大門神術派。
寡黙で冷徹な性格で、排他的な態度を崩さない。だがかつては寡黙であっても冷徹ではなく、今のようになったのは勝意が約束を守れなかった為とされている。かつては勝意の恋人だったが、「勝意が夕樹を護る」という約束を守れなかった為、現在は離反している。守護役として心霊と対話する能力を持ち、総長として戦闘兵器「朱雀四十式」と「鳳星」を操る。右目は山下・義兵に潰された為、朱雀四十式を操る為の義眼「鳳凰」が移植されている。
勝意との別れ、義兵殺害に一つの事実を隠している。
難波・総一郎（なんば・そういちろう）
肩書：大阪圏総長。字名：鬼沈め。戦種：近接武術師。神器：草薙。舞闘：紫電流改。
寡黙にして無骨、実直な性格。二年前にIXOLDEの暴走で生まれた鬼と戦った際に四肢と右目を失い、現在はそれらを義体を装着している。大阪圏総長として、IXOLDEによる最強神器開発を先導する。
山下・妙子（やました・たえこ）
肩書：名護屋圏総長。字名：竜后。戦種：全方位義体師。神器：雷神。舞闘：我流。
快活であっけらかんとした性格で、基本的に人懐っこい。山下・義兵の妹で、同じ詞を持つ。夕樹が義兵を殺したため恨んでいるが、勝意の彼女に相対するという主張から、自分の意思は抑えている。御山での試合中に勝意に右腕を失わされた為、第八竜帝を装着した。
崎・誠次（さき・せいじ）
肩書：大阪圏総長連合第一特務隊長。神器：圧神。
公使共に難破・総一郎を支える。槍術技能を得意とする。勝意を「己の詞を持たない少年」として強襲した。
市山・雄生（いちやま・ゆうせい）
名古屋圏副長。西日本空手無差別級一位。使う神器は爆神。両腕と眼を義体化し、強化内臓を呑んでいる。
霞・隆一（かすみ・りゅういち）
名古屋圏総長連合第一特務隊長。爆神神器とナイフの投術を得意とする。武闘は裏五家流。
結城・繊雅（ゆうき・せんが）
夕樹の祖母で、元御山・高野山教官長、関西寺社連盟長。大阪一の槍使いと言われたが、13年前に槍を捨てている。

#### 東京圏とその協力者
中村・久秀（なかむら・ひさひで）
東京圏総長。神器も技能も使えないがゆえ、“奏音の領主”としての能力を持つ。舞闘は伊庭式。
姉の遺した神器を奪うため、また、予言を果たし王になるために大阪に侵攻する。
東日本空手無差別級一位。
高田・清犠（たかだ・せいぎ）
“速読歴”の字名を持ち、他人の唇から予言を詠むことができる。
狗神使いであり、自身の遺伝詞から生まれた狗神・太郎丸を連れている。太郎丸は敵意に反応し、彼女を護る。
久秀の恋人。孝弘の従姉妹でもある。
太郎丸（たろうまる）
狗神。七十二の分身を持ち、主の意志を通訳する。
葵・聖（あおい・ひじり）
東京圏副長。全方位格闘師。神陰流の継承者。
かつて両親が見たという「冬に咲く桜」を探している。孝弘の恋人。
池丸・孝弘（いけまる・たかひろ）
東京圏総長連合第一特務隊長。言霊師。舞闘は帝式真呼流。
清犠の従兄弟であり、過去に彼女の遺伝詞から狗神を生み出した。
伊庭・優明（いば・まさあき）
御山の教員で、近畿動乱時の大阪圏第一特務長。久秀の師匠。繊雅の元教え子。

#### その他
岩井・参蔵（いわい・さんぞう）
法善寺家執事長。紫電流改と草薙の擁護者。
山下・義兵（やました・ぎへい）
山下・妙子の兄で、かつての名護屋圏総長。結城・夕樹と果たし合い、そこで殺されている。
中村・緑（なかむら・みどり）
中村・久秀の姉で、かつての東京圏総長。13年前の近畿動乱で死亡している。繊雅の元教え子。
久木・右大（くき・うだい）
かつての大阪圏総長。13年前の近畿動乱で死亡している。緑の恋人。繊雅の元教え子。
二条・誠（にじょう・まこと）
九代前の古都圏総長。使う神器は鉄神。舞闘は洋門二条流。
平野（ひらの）
大阪圏副長。登場する前に久秀によってKOされた。
藤原（ふじわら）
華厳の滝に潜り、闇の中に咲く白い花を目撃する。

### 登場機械
言詞加速器「IXOLDE」（イゾルデ）
最強神器「炎神」製造のため大阪圏が開発した、巨大な言詞加速器。大阪府立第二の地下に建造されている。
衛星「朱雀四十式」
南大門神社が保有する世界唯一の戦闘用人工衛星。結城・夕樹が鳳凰を介して操る。天蓋の外側から言詞砲での攻撃や流体給弾を行う。
巨杖「鳳星」（ほうせい）
南大門に伝わる、喪失技巧で作られた巨杖。朱雀四十式との連携によって強力な砲撃を放てる。
義腕「第八竜帝」（だいはちりゅうてい）
山下・妙子の左腕に装着されている喪失技巧級の戦闘力を持つ義腕。竜の力を持つ「竜帝」と称される機種の一つ。
竜の眼を内蔵しており、自らの意思で装着者を選ぶ。全部で9つの形態を取り、最終形態では喪失技巧級の戦闘力を発揮する。
義腕「ALR-C31」
難波・総一郎の両義腕。体術技能をブーストする。
義脚「LLR-C39」
難波・総一郎の両義脚。体術技能をブーストする。
義眼「鳳凰」（ほうせい）
結城・夕樹の右目に埋め込まれた赤い瞳の義眼。移植された者は朱雀四十式に単独通信が可能となる。
義眼「明石」（あかし）
市山・隆盛の義眼。夜間視界をサポートする。

## ゲーム
キングレコードより1999年3月11日発売のPlayStation用ソフト。ファミ通の40点満点のクロスレビューでは28点。
ガンホー・オンライン・エンターテイメントから2010年7月28日よりPlayStation 3、PlayStation Portable向けのゲームアーカイブスソフトとして配信。レイティングはCERO：B（12才以上対象）。

### あらすじ
時は1998年、大阪圏は広報塔BABELを完成させ、企業と学生にその使用権を争わせるNET戦争を行う。

### 登場キャラクター
九条・句刻
声 - 柳瀬なつみ
大阪府立第一高校一年生。大阪圏守護役・九条家の次女。お隣さん。
グレアン・クーラーズ
声 - 遠藤みやこ
私立南大門学院大阪校女子部二年生。英国からの留学生。猫人。使う神器は凍王。
辻巻・元治
声 - 石川英郎
大阪府立第二高校二年生。使う神器は裂帝。
光・明晃
声 - 夏樹リオ
私立聖六鎖学院二年生。使う神器は光王。
九条・文音
声 - 永島由子
大阪府立第二高校三年生。大阪守護役。言霊師。
岩井・参仁
声 - 江原正士
私立南大門学院大坂校男子部三年生。豪商の一人息子。
叶・綾
声 - 久川綾
体育教師。大阪府立第一高校・第二臨時教育委員会所属。主人公の担任兼顧問。総長連合OG。
久山・枝下
声 - 池澤春菜
図書館司書。大阪府立第一付属高校所属。叶・綾の同窓で、総長連合OG。
ゴーカイ・サンダンス
声 - 立木文彦
大阪府立高校第一食堂店主。元御山教官にして叶・綾の師匠。
中村・浩一郎
声 - 置鮎龍太郎
大阪府立第二高校三年生。大阪圏総長。辻巻・元治の旧友。
岸田・葉漁
声 - 野上ゆかな
主人公の幼馴染み。ある事故によって失明し、義眼手術を受けに大阪へ来た。
安・意
声 - 田の中勇
私立南大門学院教員。25年前にBABEL理論を発表した男。
岩井・参仁、鋼・史郎、大野木・庄司、光・欣一らの師でもある。
鋼・史郎
声 - 鈴置洋孝
鋼言詞研究所所長。
GN・TXT
声 - 住友七絵
鋼・史郎の助手。叶・綾、久山・枝下と大学時代の同窓。
大野木・庄司
声 - 屋良有作
大阪中央放送局局長。安・意の弟子であり、鋼・史郎、光・欣一とは同窓。
元大阪圏総長連合第一特務隊長。
光・欣一
声 - 増谷康紀
大阪中央放送局対外部長。光・明晃の父親。安・意の弟子であり、鋼・史郎、光・欣一とは同窓。
元大阪圏副長。
河内・善
声 - 小林哲夫
富田林・育華
声 - 二木静美
リズィ・クーラーズ
声 - 二木静美
ワイルド・サンダーアーム
声 - 井上隆之
孔・トスカ
声 - 福山潤
宝重院・栄
声 - 藤野ともこ
崎・竜胆
声 - 藤野ともこ
平野・一蔵
声 - 今村直樹
平野・二蔵
声 - 高塚正也
平野・三郎
声 - 渡辺和彦
島・宗憲
声 - 吉本収一郎
なにわころく
声 - 西脇保

## 作品リスト

### 小説
- 『奏（騒）楽都市OSAKA<上>』（ISBN 4-07-310893-X）
- 『奏（騒）楽都市OSAKA<下>』（ISBN 4-07-311190-6）
- 『奏（騒）楽都市OSAKA<下>』（新版、ISBN 4-8402-1119-1）

### ゲーム
- 『奏（騒）楽都市OSAKA』（二枚組PlayStation用ソフト）

### 他
- 『奏（騒）楽都市OSAKA公式ガイドブック』（ISBN 4-8399-0174-0）
- 『奏（騒）楽都市OSAKA特製ファンブックレット』（購入プレゼント）
- 『都市の歩き方OSAKA1』（同人誌）